# ジェイコブ・ズマ
ジェイコブ・ゲドレイーシュレキサ・ズマ（英語：Jacob Gedleyihlekisa Zuma、1942年4月12日 - ）は、南アフリカ共和国の政治家。大統領（第11代）、アフリカ民族会議(ANC)議長（第13代）、副大統領（アパルトヘイト後第3代）、下院議員（3期）を歴任。

## 概要
ズールー人初の大統領であり、ズールー族の伝統衣装を着ることもあった。かつては南アフリカ共産党の活動家であるなど党内左派に位置する。
政治活動家としてアパルトヘイトの打破に並外れた役割を果たした。数々の汚職の疑惑を持っており、副大統領時代には汚職疑惑によって罷免された経歴がある。その後の無罪判決とともに2007年にANC議長に就任し、さらに2009年には大統領に就任した。ネルソン・マンデラ以降4人目の大統領として議会制民主主義への移行に貢献した。一方で、大統領となって以降も汚職疑惑は次々と出てきている。

## 略歴
ナタール州（現:クワズール・ナタール州）出身。小学校5年で中退。父が死んだ後は、15歳で働き始めた。1959年、ANCの活動を初め、1963年に他の活動家とともに逮捕されロベン島に投獄される。
1975年に釈放されるとともに出国し、スワジランドやモザンビークでソウェト蜂起による亡命者の対応を行う。1977年ANCの全国委員会に所属し、1987年に南アフリカ政府の圧力でモザンビークを追放された後、ザンビアで地下活動の指揮をとる。
1990年、ナタール州のANC議長に就任。アパルトヘイトの廃止後は、ズールー人の政治組織であるインカタ自由党との対話を開始し、暴力による対立を終わらせることに尽力する。1997年にANC副議長、1999年にタボ・ムベキ政権で副大統領に就任し、ポスト・ムベキの筆頭と目された。
しかし2005年、汚職疑惑を原因に副大統領を罷免され、下院議員も失職する。汚職容疑のほか、レイプ容疑で起訴されるが無罪判決を受け、2007年12月に58年ぶりに行われたANC議長選挙で現職のムベキを抑えて当選した。
2009年4月に行われた国民議会（下院）選挙でANCが6割以上の議席を獲得して勝利し、ズマ自身も議員となったため、ANC議長のズマが5月6日に下院で大統領に選出され、5月9日に就任した。
2014年3月19日、南アフリカの公的権力監視機関は、ズマ大統領が所有する邸宅に、巨額の公費を投じて「警備対策」の名目で、プールや来客用住居、円形劇場、鶏舎、家畜用のおり、プライベートの医療施設などが建設されたと発表した。この問題は、2014年の南アフリカの総選挙に影響するかと見られたが、実際の5月9日の選挙結果ではズマが率いるANCが62%を得て圧勝、ズマの2期目が確実となるなど、さほど影響しなかった。
2015年9月、中国人民抗日戦争・世界反ファシズム戦争勝利70周年記念式典に出席した。
その後も汚職疑惑が取り沙汰され、2017年8月8日に議会において非公開で不信任決議案の採決が行われたが、賛成177票・反対198票で否決された。賛成は野党の151議席を大幅に上回り、与党からも多数の造反が出た。2018年2月13日、ANCの最高意思決定機関である全国執行委員会はズマを罷免することを決定。翌2月14日に大統領を辞任した。
2018年3月16日、インド系財閥のグプタ家との癒着など16件の罪で起訴される。
2020年2月4日、この日予定されていた事前審理に出廷しなかったため、判事はズマの逮捕状を発付した。外国で病気の治療を受けていると主張したが、判事は、証拠として提出された文書を「不可解」と評し、医師が署名したかどうかも疑わしいと指摘した。そのうえで、ズマが次に事前審理への出廷を命じられる5月6日までの間、逮捕状を保留した。
2021年6月29日、憲法裁判所はズマに対し、法廷侮辱の罪で禁錮1年3月の実刑判決を言い渡した。汚職疑惑をめぐる調査委員会への出席を求める司法命令に応じていなかった。7月7日、ズマは警察に出頭し、収監された。汚職疑惑が多くとも、ズマはズールー人から高い支持を維持しており、この収監には大規模な抗議行動が起こった。一部の抗議者は暴徒化し、軍や警察が出動しても暴動が収まらず、7月13日時点で70人以上が死亡し、1200人もの逮捕者が出ている。8月6日、ズマは定期検診のため刑務所から病院へ移送された。9月5日には治療目的での仮釈放の許可が発表された。
2023年12月に民族の槍(MK)を立ち上げ、党首となった。政党の名前は、アパルトヘイト時代に設立したアフリカ民族会議の準軍事組織の名前からそのまま取っている。そのため、民族の槍退役軍人会（MKLWV）から名誉を汚す行為であると批判された。その後、2024年の選挙の際、2024年4月2日に選挙裁判所が立候補者リストに加えることを支持する判決を出したことを受け、最終候補者リストにジェイコブ・ズマの名前が記載されたが、4月12日に独立選挙管理委員会（IEC）はジェイコブ・ズマの立候補は不可であることを憲法裁判所に緊急提訴をし、5月20日に憲法裁判所は12カ月以上の禁錮刑を科された場合、刑期終了後の5年間は国会議員になる資格はないことを理由に立候補を認めないことをする判決を出している。7月29日、ANCはズマを除名したと発表した。

## 家族
一夫多妻の慣習にならい、2010年までに5人の女性と結婚、3人の妻を持つ。結婚したのは順に
1. シザケレ・クマロ（1973年結婚。子はいない）
2. ンコサザナ・クラリス・ドラミニ=ズマ（子が4人。1998年に離婚。2010年現在内相として政権に加わっている。2012年にアフリカ連合委員長に就任）
3. Kate Mantsho（子が5人。モザンビーク出身。2000年に自殺）
4. ノンプメレロ・ントゥリ（2008年結婚。子が2人）
5. トベカ・ステイシー・マディバ（2010年結婚。子が3人）

ほかにボンギ・ンゲマ（子が1人）と婚約中。認知している子は20人にのぼる。